# Plebejus
Plebejus is een geslacht van vlinders uit de familie Lycaenidae (kleine pages, vuurvlinders en blauwtjes). De wetenschappelijke naam en de beschrijving van dit geslacht zijn gepubliceerd in 1780 door Jan Krzysztof Kluk.

## Soorten
- Plebejus aegidion (Gerhard, 1853)
- Plebejus agnata (Rühl, 1895)
- Plebejus aleremiticus (Churkin & Pletnev, 2012)
- Plebejus anikini Yakovlev, 2012
- Plebejus anna (Edwards, 1861)
- Plebejus argiva (Staudinger, 1886)
- Plebejus argus (Linnaeus, 1758) - Heideblauwtje
- Plebejus arpa (Churkin & Pletnev, 2012)
- Plebejus argyrognomon (Bergsträsser, 1779) - Kroonkruidblauwtje
- Plebejus baldur (Hemming, 1934)
- Plebejus baroghila (Tytler, 1926)
- Plebejus bellieri (Oberthür, 1910) - Corsicaans vals heideblauwtje
- Plebejus bergi Kusnezov, 1908
- Plebejus callaghani (Carbonell & Naderi, 2007)
- Plebejus calliopis (Boisduval, 1832)
- Plebejus caspica (Forster, 1936)
- Plebejus choltagi (Zhdanko & Churkin, 2001)
- Plebejus christophi (Staudinger, 1874)
- Plebejus churkini Zhdanko, 2001
- Plebejus cleobis (Bremer, 1861)
- Plebejus cleopatra Hemming, 1934
- Plebejus dzhizaki Zhdanko, 2000
- Plebejus eversmanni (Lang, 1884)
- Plebejus exterius Zhdanko, 2001
- Plebejus firuskuhi (Forster, 1940)
- Plebejus fridayi (Chermock, 1945)
- Plebejus fyodor Hsu, Bálint & Johnson, 2000
- Plebejus ganssuensis (Grum-Grshimailo, 1891)
- Plebejus germani Yakovlev, 2012
- Plebejus hishikawai (Yoshino, 2003)
- Plebejus homeyeri (Dewitz, 1879)
- Plebejus iburiensis (Butler, 1882)
- Plebejus idas (Linnaeus, 1761) - Vals heideblauwtje
- Plebejus kwaja (Evans, 1932)
- Plebejus lepidus Zhdanko, 2000
- Plebejus leucofasciatus (Röber, 1886)
- Plebejus luzonicus (Röber, 1886)
- Plebejus maidantagi Zhdanko & Churkin, 2001
- Plebejus maracandicus (Erschoff, 1874)
- Plebejus melissa (Edwards, 1873)
- Plebejus mellarius Churkin & Zhdanko, 2008
- Plebejus mongolicus Rühl, 1893
- Plebejus nevadensis (Oberthür, 1910)
- Plebejus noah (Herz, 1900)
- Plebejus nushibi Zhdanko, 2000
- Plebejus pseudaegon (Butler, 1882)
- Plebejus qinghaiensis (Murayama, 1992)
- Plebejus rogneda (Grum-Grshimailo, 1890)
- Plebejus roxane (Grum-Grshimailo, 1887)
- Plebejus samudra (Moore, 1875)
- Plebejus sharga Churkin, 2004
- Plebejus shuroabadica Shchetkin, 1963
- Plebejus sinica (Forster, 1936)
- Plebejus sorhageni (Dewitz, 1879)
- Plebejus staudingeri (Röber, 1886)
- Plebejus subsolanus (Eversmann, 1851)
- Plebejus tillo Zhdanko & Churkin, 2001
- Plebejus tomyris (Grum-Grshimailo, 1890)
- Plebejus uiguricus Zhdanko, 2000
- Plebejus zhdankoi hurkin, 2002